# Liste der Nummer-eins-Hits in Japan (2023)
Diese Liste der japanischen Nummer-eins-Hits enthält die Daten von 2023. Alle Angaben basieren auf den offiziellen japanischen Charts von Oricon.

## Singles
| ← 2022 ← | Liste der Nummer-eins-Hits in Japan | Liste der Nummer-eins-Hits in Japan | Liste der Nummer-eins-Hits in Japan | 2024 → |
| \| Zeitraum \| Wo. ges. \| Interpret \| Titel Autor(en) \| Zusätzliche Informationen \| \| (Zeitraum, Wochen auf Platz eins, Interpret, Titel, Autor[en], zusätzliche Informationen) \| \| \| \| \| \| ----------------------------------------------------------------------------------------- \| -------- \| -------------------------------- \| -------------------------------------------------------------------------------------------------------------------------------------------------------------------------------------------------------------------- \| ------------------------------------------------------------------------------------------------------------------------------------------------------------------ \| \| 26. Dezember 2022 – 1. Januar 2023 1 Woche \| 1 \| NGT48 \| Wataridoritachi ni Sora wa Mienai 渡り鳥たちに空は見えない Shuho Mitani, Yasushi Akimoto \| – \| \| 2. Januar 2023 – 8. Januar 2023 1 Woche \| 1 \| Axxx1s \| ResQ!! Pettin Pattin, Takuya Sugimoto \| – \| \| 9. Januar 2023 – 15. Januar 2023 1 Woche \| 1 \| Lil League from Exile Tribe \| Hunter Ava1anche, Elione, Shokichi Yagi, Tommse \| – \| \| 16. Januar 2023 – 22. Januar 2023 1 Woche \| 1 \| Kinki Kids \| The Story of Us \| In seinem 30. Jahr erhöht das Duo seinen Rekord auf 46 aufeinander folgende Nummer-eins-Hits. \| \| 23. Januar 2023 – 29. Januar 2023 1 Woche \| 1 \| Le Sserafim \| Fearless Bang Si-hyuk, Shin Dong-hyuk, Lee Kwan, Kim Byung-seok, Kyler Niko, Josefin Anja Glenmark Breman, Nikolay Mohr, Paulina Cerrilla, Destiny Rogers, Louise Esseen, Pontus Nils Kalm, Kova Jaro, Alina Paulsen \| – \| \| 30. Januar 2023 – 5. Februar 2023 1 Woche \| 1 \| J Soul Brothers from Exile Tribe \| Stars Kenji Watanabe, STY \| – \| \| 6. Februar 2023 – 12. Februar 2023 1 Woche \| 1 \| NCT Dream \| Best Friend Ever Greg Paul Stephen Bonnick, Hayden Chapman, James Matthew Norton, Lee Min-hyung, Meg.me \| – \| \| 13. Februar 2023 – 19. Februar 2023 1 Woche \| 1 \| Sakurazaka46 櫻坂46 \| Sakura tsuki 桜月 Musik: Nazca; Text: Yasushi Akimoto \| – \| \| 20. Februar 2023 – 5. März 2023 2 Wochen \| 2 \| King & Prince \| Life Goes On / We Are Young Yui Kimura / Junji Ishiwatari, Koji Tamaki \| – \| \| 6. März 2023 – 12. März 2023 1 Woche \| 1 \| Naniwa Danshi なにわ男子 \| Special Kiss \| – \| \| 13. März 2023 – 19. März 2023 1 Woche \| 1 \| Snow Man \| Tapestry / W タペストリー / W \| – \| \| 20. März 2023 – 26. März 2023 1 Woche \| 1 \| Bish ビッシュ \| Bye-Bye Show Kazuya Yoshii \| – \| \| 27. März 2023 – 2. April 2023 1 Woche \| 1 \| Nogizaka46 乃木坂46 \| Hito wa Yume o Nido Miru 人は夢を二度見る Yasushi Akimoto, Matsuo Kazumasa \| – \| \| 3. April 2023 – 9. April 2023 1 Woche \| 1 \| JO1 \| Tiger (Tropical Night EP) Asher Postman, Ellie Love, Hautboi Rich, Nu’Maker, Kim Jung-woo, Kim Ji-soo, Hwang Seo-ha \| – \| \| 10. April 2023 – 16. April 2023 1 Woche \| 1 \| SixTones \| Abarero Tomoko Ida, Tsugumi Sawayama \| – \| \| 17. April 2023 – 23. April 2023 1 Woche \| 1 \| Hinatazaka46 日向坂46 \| One Choice Musik: Sekiya Kanade; Text: Yasushi Akimoto \| – \| \| 24. April 2023 – 30. April 2023 1 Woche \| 1 \| AKB48 \| Dōshitemo kimi ga sukida どうしても君が好きだ Musik: Nazca; Text: Yasushi Akimoto \| – \| \| 1. Mai 2023 – 7. Mai 2023 1 Woche \| 1 \| Sexy Zone \| Cream Iri, Youki Kojima \| – \| \| 8. Mai 2023 – 14. Mai 2023 1 Woche \| 1 \| Kanjani8 関ジャニ∞ \| Mikansei 未完成 Musik: Namuabe Boys; Text: Seiryu Abe \| – \| \| 15. Mai 2023 – 21. Mai 2023 1 Woche \| 1 \| Mazzel \| Vivid Mitsuhiro Hidaka, Kanata Nakamura \| – \| \| 22. Mai 2023 – 28. Mai 2023 1 Woche \| 1 \| INI \| Fanfare (Drop That) Cha Yun-sik, Jo Min-gyu, Jeong Jae-jin, Park Se-won, Toru Ishikawa, Yhanael \| – \| \| 29. Mai 2023 – 4. Juni 2023 1 Woche \| 1 \| Hey! Say! Jump \| Dear My Lover / Uraomote Dear My Lover / ウラオモテ Yūki Sano, Noguchi Taishi \| – \| \| 5. Juni 2023 – 11. Juni 2023 1 Woche \| 1 \| Johnny’s West ジャニーズWEST \| Shiawase no hana しあわせの花 Takashi Yamaguchi \| – \| \| 12. Juni 2023 – 18. Juni 2023 1 Woche \| 1 \| SixTones \| Kokkara こっから Saeki Yūsuke \| – \| \| 19. Juni 2023 – 25. Juni 2023 1 Woche \| 1 \| King & Prince \| Nanimono なにもの Yamai, Yo Taira \| – \| \| 26. Juni 2023 – 2. Juli 2023 1 Woche \| 1 \| Sakurazaka46 櫻坂46 \| Start Over! Musik: Nazca; Text: Yasushi Akimoto \| – \| \| 3. Juli 2023 – 9. Juli 2023 1 Woche \| 1 \| SKE48 \| Suki ni natchatta 好きになっちゃった Musik: YSU; Text: Yasushi Akimoto \| – \| \| 10. Juli 2023 – 16. Juli 2023 1 Woche \| 1 \| B’z \| Stars Musik: Takahiro Matsumoto; Text: Kōshi Inaba \| – \| \| 17. Juli 2023 – 23. Juli 2023 1 Woche \| 1 \| =Love \| Natsumatope ナツマトぺ Musik: Shoji Natsuaki; Text: Rino Sashihara \| – \| \| 24. Juli 2023 – 30. Juli 2023 1 Woche \| 1 \| Hinatazaka46 日向坂46 \| Am I Ready? Musik: Noboru Okawara; Text: Yasushi Akimoto \| – \| \| 31. Juli 2023 – 6. August 2023 1 Woche \| 1 \| The Rampage from Exile Tribe \| Summer Riot (Nettaya) / Everest Summer Riot ～熱帯夜～ / Everest Jade Goto, Yuji Nagano, Takuji Kura \| Im 20. Anlauf seit 2017 schafft es das J-Pop-Kollektiv zum ersten Mal an die Spitze, alle 19 Vorgängersingles waren unter die Top 8 gekommen, 7 davon auf Platz 2. \| \| 7. August 2023 – 13. August 2023 1 Woche \| 1 \| Kanjani8 関ジャニ∞ \| Ōkami to suisei オオカミと彗星 LEO \| – \| \| 14. August 2023 – 20. August 2023 1 Woche \| 1 \| Kazuya Kamenashi 亀梨和也 \| Cross Musik: Tomoyasu Hotei; Text: Kazuya Kamenashi \| – \| \| 21. August 2023 – 27. August 2023 1 Woche \| 1 \| Nogizaka46 乃木坂46 \| O hitori sama tengoku おひとりさま天国 Musik: Akira Sunset, ha-j, Maruya Manabu, Naoki Endō; Text: Yasushi Akimoto \| – \| \| 28. August 2023 – 3. September 2023 1 Woche \| 1 \| SixTones \| Creak Kengo Kuwata, Seiji Takagi \| – \| \| 4. September 2023 – 10. September 2023 1 Woche \| 1 \| Snow Man \| Dangerholic Tahara Nobuhiro \| – \| \| 11. September 2023 – 17. September 2023 1 Woche \| 1 \| Naniwa Danshi なにわ男子 \| Make Up Day / Missing Kenichi Sakamuro, Kōta Sahara / Hiroki Wada, Yu-G \| – \| \| 18. September 2023 – 24. September 2023 1 Woche \| 1 \| Sexy Zone \| Honne to tatemae 本音と建前 Shiina Ringo \| – \| \| 25. September 2023 – 1. Oktober 2023 1 Woche \| 1 \| AKB48 \| Aidoru nanka janakattara アイドルなんかじゃなかったら Musik: YSU; Text: Yasushi Akimoto \| – \| \| 2. Oktober 2023 – 8. Oktober 2023 1 Woche \| 1 \| NMB48 \| Nagisa saikō! 渚サイコー! Musik: Youth Case; Text: Yasushi Akimoto \| – \| \| 9. Oktober 2023 – 15. Oktober 2023 1 Woche \| 1 \| INI \| Hana (Tag Me EP) 花 Heo Yeoung-su, Park Se-yong, Moon Hanmiru, Tōru Ishikawa, Hasegawa \| – \| \| 16. Oktober 2023 – 22. Oktober 2023 1 Woche \| 1 \| Sakurazaka46 櫻坂46 \| Shōnin yokkyū 承認欲求 Musik: Yūki Katō , Kenta Urashima; Text: Yasushi Akimoto \| – \| \| 23. Oktober 2023 – 29. Oktober 2023 1 Woche \| 1 \| Johnny’s West ジャニーズWEST \| Zettai zetsumei / Beautiful / As One 絶体絶命 / Beautiful / As One Takayuki Sasaki, Katsuhiko Sugiyama \| – \| \| 30. Oktober 2023 – 5. November 2023 1 Woche \| 1 \| Lienel \| Kimito Sōichirō Kawata, Nozomu Sasaki \| – \| \| 6. November 2023 – 12. November 2023 1 Woche \| 1 \| King & Prince \| Itoshi ikiru kotō / Magic Word 愛し生きること / Magic Word Takahiro Nakanishi, Yu-G / Giz Mo, Sim Eun-sol, Tsuyoshi Ishikuro \| – \| \| 13. November 2023 – 19. November 2023 1 Woche \| 1 \| Naniwa Danshi なにわ男子 \| I Wish Takeo Kajiwara, Kazunari Okada, Kenichi Sakamuro, Kota Takenawa, Youth Case \| – \| \| 20. November 2023 – 26. November 2023 1 Woche \| 1 \| News \| Gifted ギフテッド Heroism \| – \| \| 27. November 2023 – 3. Dezember 2023 1 Woche \| 1 \| =Love \| Rasutonotō shika shiranai ラストノートしか知らない Musik: Kohei Tsukada; Text: Rino Sashihara \| – \| \| 4. Dezember 2023 – 10. Dezember 2023 1 Woche \| 1 \| Nogizaka46 乃木坂46 \| Monopoly Katsuhiko Sugiyama, Yasushi Akimoto \| – \| \| 11. Dezember 2023 – 17. Dezember 2023 1 Woche \| 1 \| Sexy Zone \| Jinsei yūgi 人生遊戯 Takuya Watanabe, Erika Masaki, Yu Tokuyama, Kotomi Fukagawa, Komei Kobayashi, Fuma Kikuchi \| – \| \| 18. Dezember 2023 – 24. Dezember 2023 1 Woche \| 1 \| ≠ME \| Anti-Confiture アンチコンフィチュール Musik: Chiaki Nagasawa, Shun Sakaguchi; Text: Rino Sashihara \| – \| \| 25. Dezember 2023 – 31. Dezember 2023 1 Woche \| 1 \| Kinki Kids \| Schrödinger シュレーディンガー Musik: Yuki Ono; Text: Aoi Yamazaki \| – \| |                                     |                                     | | |
| ← 2022 |                                     |                                     | | → 2024 → |
| Zeitraum | Wo. ges.                            | Interpret                           | Titel Autor(en) | Zusätzliche Informationen |
| (Zeitraum, Wochen auf Platz eins, Interpret, Titel, Autor[en], zusätzliche Informationen) |                                     |                                     | | |
| 26. Dezember 2022 – 1. Januar 2023 1 Woche | 1                                   | NGT48                               | Wataridoritachi ni Sora wa Mienai 渡り鳥たちに空は見えない Shuho Mitani, Yasushi Akimoto | – |
| 2. Januar 2023 – 8. Januar 2023 1 Woche | 1                                   | Axxx1s                              | ResQ!! Pettin Pattin, Takuya Sugimoto | – |
| 9. Januar 2023 – 15. Januar 2023 1 Woche | 1                                   | Lil League from Exile Tribe         | Hunter Ava1anche, Elione, Shokichi Yagi, Tommse | – |
| 16. Januar 2023 – 22. Januar 2023 1 Woche | 1                                   | Kinki Kids                          | The Story of Us | In seinem 30. Jahr erhöht das Duo seinen Rekord auf 46 aufeinander folgende Nummer-eins-Hits.                                                                      |
| 23. Januar 2023 – 29. Januar 2023 1 Woche | 1                                   | Le Sserafim                         | Fearless Bang Si-hyuk, Shin Dong-hyuk, Lee Kwan, Kim Byung-seok, Kyler Niko, Josefin Anja Glenmark Breman, Nikolay Mohr, Paulina Cerrilla, Destiny Rogers, Louise Esseen, Pontus Nils Kalm, Kova Jaro, Alina Paulsen | – |
| 30. Januar 2023 – 5. Februar 2023 1 Woche | 1                                   | J Soul Brothers from Exile Tribe    | Stars Kenji Watanabe, STY | – |
| 6. Februar 2023 – 12. Februar 2023 1 Woche | 1                                   | NCT Dream                           | Best Friend Ever Greg Paul Stephen Bonnick, Hayden Chapman, James Matthew Norton, Lee Min-hyung, Meg.me | – |
| 13. Februar 2023 – 19. Februar 2023 1 Woche | 1                                   | Sakurazaka46 櫻坂46                 | Sakura tsuki 桜月 Musik: Nazca; Text: Yasushi Akimoto | – |
| 20. Februar 2023 – 5. März 2023 2 Wochen | 2                                   | King & Prince                       | Life Goes On / We Are Young Yui Kimura / Junji Ishiwatari, Koji Tamaki | – |
| 6. März 2023 – 12. März 2023 1 Woche | 1                                   | Naniwa Danshi なにわ男子            | Special Kiss | – |
| 13. März 2023 – 19. März 2023 1 Woche | 1                                   | Snow Man                            | Tapestry / W タペストリー / W | – |
| 20. März 2023 – 26. März 2023 1 Woche | 1                                   | Bish ビッシュ                       | Bye-Bye Show Kazuya Yoshii | – |
| 27. März 2023 – 2. April 2023 1 Woche | 1                                   | Nogizaka46 乃木坂46                 | Hito wa Yume o Nido Miru 人は夢を二度見る Yasushi Akimoto, Matsuo Kazumasa | – |
| 3. April 2023 – 9. April 2023 1 Woche | 1                                   | JO1                                 | Tiger (Tropical Night EP) Asher Postman, Ellie Love, Hautboi Rich, Nu’Maker, Kim Jung-woo, Kim Ji-soo, Hwang Seo-ha                                                                                                  | – |
| 10. April 2023 – 16. April 2023 1 Woche | 1                                   | SixTones                            | Abarero Tomoko Ida, Tsugumi Sawayama | – |
| 17. April 2023 – 23. April 2023 1 Woche | 1                                   | Hinatazaka46 日向坂46               | One Choice Musik: Sekiya Kanade; Text: Yasushi Akimoto | – |
| 24. April 2023 – 30. April 2023 1 Woche | 1                                   | AKB48                               | Dōshitemo kimi ga sukida どうしても君が好きだ Musik: Nazca; Text: Yasushi Akimoto | – |
| 1. Mai 2023 – 7. Mai 2023 1 Woche | 1                                   | Sexy Zone                           | Cream Iri, Youki Kojima | – |
| 8. Mai 2023 – 14. Mai 2023 1 Woche | 1                                   | Kanjani8 関ジャニ∞                  | Mikansei 未完成 Musik: Namuabe Boys; Text: Seiryu Abe | – |
| 15. Mai 2023 – 21. Mai 2023 1 Woche | 1                                   | Mazzel                              | Vivid Mitsuhiro Hidaka, Kanata Nakamura | – |
| 22. Mai 2023 – 28. Mai 2023 1 Woche | 1                                   | INI                                 | Fanfare (Drop That) Cha Yun-sik, Jo Min-gyu, Jeong Jae-jin, Park Se-won, Toru Ishikawa, Yhanael | – |
| 29. Mai 2023 – 4. Juni 2023 1 Woche | 1                                   | Hey! Say! Jump                      | Dear My Lover / Uraomote Dear My Lover / ウラオモテ Yūki Sano, Noguchi Taishi | – |
| 5. Juni 2023 – 11. Juni 2023 1 Woche | 1                                   | Johnny’s West ジャニーズWEST        | Shiawase no hana しあわせの花 Takashi Yamaguchi | – |
| 12. Juni 2023 – 18. Juni 2023 1 Woche | 1                                   | SixTones                            | Kokkara こっから Saeki Yūsuke | – |
| 19. Juni 2023 – 25. Juni 2023 1 Woche | 1                                   | King & Prince                       | Nanimono なにもの Yamai, Yo Taira | – |
| 26. Juni 2023 – 2. Juli 2023 1 Woche | 1                                   | Sakurazaka46 櫻坂46                 | Start Over! Musik: Nazca; Text: Yasushi Akimoto | – |
| 3. Juli 2023 – 9. Juli 2023 1 Woche | 1                                   | SKE48                               | Suki ni natchatta 好きになっちゃった Musik: YSU; Text: Yasushi Akimoto | – |
| 10. Juli 2023 – 16. Juli 2023 1 Woche | 1                                   | B’z                                 | Stars Musik: Takahiro Matsumoto; Text: Kōshi Inaba | – |
| 17. Juli 2023 – 23. Juli 2023 1 Woche | 1                                   | =Love                               | Natsumatope ナツマトぺ Musik: Shoji Natsuaki; Text: Rino Sashihara | – |
| 24. Juli 2023 – 30. Juli 2023 1 Woche | 1                                   | Hinatazaka46 日向坂46               | Am I Ready? Musik: Noboru Okawara; Text: Yasushi Akimoto | – |
| 31. Juli 2023 – 6. August 2023 1 Woche | 1                                   | The Rampage from Exile Tribe        | Summer Riot (Nettaya) / Everest Summer Riot ～熱帯夜～ / Everest Jade Goto, Yuji Nagano, Takuji Kura | Im 20. Anlauf seit 2017 schafft es das J-Pop-Kollektiv zum ersten Mal an die Spitze, alle 19 Vorgängersingles waren unter die Top 8 gekommen, 7 davon auf Platz 2. |
| 7. August 2023 – 13. August 2023 1 Woche | 1                                   | Kanjani8 関ジャニ∞                  | Ōkami to suisei オオカミと彗星 LEO | – |
| 14. August 2023 – 20. August 2023 1 Woche | 1                                   | Kazuya Kamenashi 亀梨和也           | Cross Musik: Tomoyasu Hotei; Text: Kazuya Kamenashi | – |
| 21. August 2023 – 27. August 2023 1 Woche | 1                                   | Nogizaka46 乃木坂46                 | O hitori sama tengoku おひとりさま天国 Musik: Akira Sunset, ha-j, Maruya Manabu, Naoki Endō; Text: Yasushi Akimoto                                                                                                   | – |
| 28. August 2023 – 3. September 2023 1 Woche | 1                                   | SixTones                            | Creak Kengo Kuwata, Seiji Takagi | – |
| 4. September 2023 – 10. September 2023 1 Woche | 1                                   | Snow Man                            | Dangerholic Tahara Nobuhiro | – |
| 11. September 2023 – 17. September 2023 1 Woche | 1                                   | Naniwa Danshi なにわ男子            | Make Up Day / Missing Kenichi Sakamuro, Kōta Sahara / Hiroki Wada, Yu-G | – |
| 18. September 2023 – 24. September 2023 1 Woche | 1                                   | Sexy Zone                           | Honne to tatemae 本音と建前 Shiina Ringo | – |
| 25. September 2023 – 1. Oktober 2023 1 Woche | 1                                   | AKB48                               | Aidoru nanka janakattara アイドルなんかじゃなかったら Musik: YSU; Text: Yasushi Akimoto | – |
| 2. Oktober 2023 – 8. Oktober 2023 1 Woche | 1                                   | NMB48                               | Nagisa saikō! 渚サイコー! Musik: Youth Case; Text: Yasushi Akimoto | – |
| 9. Oktober 2023 – 15. Oktober 2023 1 Woche | 1                                   | INI                                 | Hana (Tag Me EP) 花 Heo Yeoung-su, Park Se-yong, Moon Hanmiru, Tōru Ishikawa, Hasegawa | – |
| 16. Oktober 2023 – 22. Oktober 2023 1 Woche | 1                                   | Sakurazaka46 櫻坂46                 | Shōnin yokkyū 承認欲求 Musik: Yūki Katō , Kenta Urashima; Text: Yasushi Akimoto | – |
| 23. Oktober 2023 – 29. Oktober 2023 1 Woche | 1                                   | Johnny’s West ジャニーズWEST        | Zettai zetsumei / Beautiful / As One 絶体絶命 / Beautiful / As One Takayuki Sasaki, Katsuhiko Sugiyama | – |
| 30. Oktober 2023 – 5. November 2023 1 Woche | 1                                   | Lienel                              | Kimito Sōichirō Kawata, Nozomu Sasaki | – |
| 6. November 2023 – 12. November 2023 1 Woche | 1                                   | King & Prince                       | Itoshi ikiru kotō / Magic Word 愛し生きること / Magic Word Takahiro Nakanishi, Yu-G / Giz Mo, Sim Eun-sol, Tsuyoshi Ishikuro                                                                                         | – |
| 13. November 2023 – 19. November 2023 1 Woche | 1                                   | Naniwa Danshi なにわ男子            | I Wish Takeo Kajiwara, Kazunari Okada, Kenichi Sakamuro, Kota Takenawa, Youth Case | – |
| 20. November 2023 – 26. November 2023 1 Woche | 1                                   | News                                | Gifted ギフテッド Heroism | – |
| 27. November 2023 – 3. Dezember 2023 1 Woche | 1                                   | =Love                               | Rasutonotō shika shiranai ラストノートしか知らない Musik: Kohei Tsukada; Text: Rino Sashihara | – |
| 4. Dezember 2023 – 10. Dezember 2023 1 Woche | 1                                   | Nogizaka46 乃木坂46                 | Monopoly Katsuhiko Sugiyama, Yasushi Akimoto | – |
| 11. Dezember 2023 – 17. Dezember 2023 1 Woche | 1                                   | Sexy Zone                           | Jinsei yūgi 人生遊戯 Takuya Watanabe, Erika Masaki, Yu Tokuyama, Kotomi Fukagawa, Komei Kobayashi, Fuma Kikuchi | – |
| 18. Dezember 2023 – 24. Dezember 2023 1 Woche | 1                                   | ≠ME                                 | Anti-Confiture アンチコンフィチュール Musik: Chiaki Nagasawa, Shun Sakaguchi; Text: Rino Sashihara | – |
| 25. Dezember 2023 – 31. Dezember 2023 1 Woche | 1                                   | Kinki Kids                          | Schrödinger シュレーディンガー Musik: Yuki Ono; Text: Aoi Yamazaki | – |

## Alben
| ← 2022 ← | Liste der Nummer-eins-Hits in Japan | Liste der Nummer-eins-Hits in Japan | Liste der Nummer-eins-Hits in Japan           | 2024 → |
| \| Zeitraum \| Wo. ges. \| Interpret \| Titel \| Zusätzliche Informationen \| \| (Zeitraum, Wochen auf Platz eins, Interpret, Titel, zusätzliche Informationen) \| \| \| \| \| \| ------------------------------------------------------------------------------ \| -------- \| ---------------------------- \| --------------------------------------------- \| -------------------------------------------------------------------------------------------------------------------------------------------------------------------------------------------------------------------------------- \| \| 26. Dezember 2022 – 1. Januar 2023 1 Woche \| 1 \| Kessoku Band 結束バンド \| Kessoku Band 結束バンド \| – \| \| 2. Januar 2023 – 15. Januar 2023 2 Wochen \| 2 \| SixTones \| Koe 声 \| Das dritte Nummer-eins-Album im dritten Jahr für das Idol-Sextett. \| \| 16. Januar 2023 – 22. Januar 2023 1 Woche \| 1 \| Back Number バックナンバー \| Humor ユーモア \| Im Abstand von jeweils 4 Jahren gelingt dem Rocktrio das dritte Nummer-eins-Album. \| \| 23. Januar 2023 – 29. Januar 2023 1 Woche \| 1 \| Tomorrow X Together \| The Name Chapter: Temptation \| Das Kurzalbum mit 5 Songs bringt der südkoreanischen Boygroup den 7. Charttopper, ebenso viele wie in ihrer Heimat. \| \| 30. Januar 2023 – 5. Februar 2023 1 Woche \| 1 \| Dish \| Triangle \| Alle 5 Vorgängeralben kamen in die Top 10, aber Triangle ist das erste Nummer-eins-Album der für ihre Tanzeinlagen bekannten Rockband. \| \| 6. Februar 2023 – 12. Februar 2023 1 Woche \| 1 \| Octpath \| Showcase \| Die achtköpfige Boygroup besteht aus unterlegenen Teilnehmern der 2. Staffel der TV-Show Produce 101 und lässt dem Nummer-1-Singledebüt It’s a Bop vom Februar 2022 ein Nummer-1-Album folgen.[1] \| \| 13. Februar 2023 – 19. Februar 2023 1 Woche \| 1 \| KAT-TUN \| Fantasia \| Die 13. Albumveröffentlichung bringt Johnny’s Erfolgstrio auch die 13. Topplatzierung. \| \| 20. Februar 2023 – 26. Februar 2023 1 Woche \| 1 \| Stray Kids \| The Sound \| – \| \| 27. Februar 2023 – 5. März 2023 1 Woche \| 1 \| Johnny’s West ジャニーズWEST \| Power \| – \| \| 6. März 2023 – 12. März 2023 1 Woche \| 1 \| NMB48 \| NMB13 \| – \| \| 13. März 2023 – 19. März 2023 1 Woche \| 1 \| News \| Ongaku: 2nd Movement 音楽 -2nd Movement- \| – \| \| 20. März 2023 – 26. März 2023 1 Woche \| 1 \| Jimin \| Face \| – \| \| 27. März 2023 – 2. April 2023 1 Woche \| 1 \| Aiko \| Ima no Futari o Otagai ga Miteru 音楽 \| – \| \| 3. April 2023 – 9. April 2023 1 Woche \| 1 \| Hoshikawa Sara 星川サラ \| Kimi to no Shining Days きみとの Shining Days \| – \| \| 10. April 2023 – 16. April 2023 1 Woche \| 1 \| Unison Square Garden \| Ninth Peel \| Ziemlich genau 14 Jahre nach ihrem Albumdebüt schafft es die Pop-Rock-Band mit der neunten Veröffentlichung erstmals auf Platz 1. Zuvor hatten sie mit Alben schon drei 2. Plätze und drei weitere Top-5-Platzierungen erreicht. \| \| 17. April 2023 – 23. April 2023 1 Woche \| 1 \| King & Prince \| Mr. 5 \| – \| \| 24. April 2023 – 30. April 2023 1 Woche \| 1 \| Seventeen \| FML (10th Mini-Album) \| – \| \| 1. Mai 2023 – 7. Mai 2023 1 Woche \| 1 \| Le Sserafim \| Unforgiven \| – \| \| 8. Mai 2023 – 14. Mai 2023 1 Woche \| 1 \| Gang Parade \| Our Parade \| Mit der Zahl der Mitglieder wuchs auch der Erfolg der Girlgroup aus Tokyo und ihr fünftes Studioalbum bringt ihnen die erste Nummer-1-Platzierung. \| \| 15. Mai 2023 – 21. Mai 2023 1 Woche \| 1 \| Snow Man \| I Do Me \| – \| \| 22. Mai 2023 – 28. Mai 2023 1 Woche \| 1 \| Enhypen \| Dark Blood \| – \| \| 29. Mai 2023 – 4. Juni 2023 1 Woche \| 1 \| Ive \| Wave \| – \| \| 5. Juni 2023 – 11. Juni 2023 1 Woche \| 1 \| Sexy Zone \| Chapter II \| – \| \| 12. Juni 2023 – 18. Juni 2023 1 Woche \| 1 \| &Team \| First Howling: We \| – \| \| 19. Juni 2023 – 25. Juni 2023 1 Woche \| 1 \| Ateez \| The World EP.2: Outlaw \| – \| \| 26. Juni 2023 – 2. Juli 2023 1 Woche \| 1 \| Bish ビッシュ \| Bish the Best \| – \| \| 3. Juli 2023 – 9. Juli 2023 1 Woche \| 1 \| Tomorrow X Together \| Sweet \| – \| \| 10. Juli 2023 – 16. Juli 2023 1 Woche \| 1 \| Naniwa Danshi なにわ男子 \| Popmall \| – \| \| 17. Juli 2023 – 23. Juli 2023 1 Woche \| 1 \| NiziU なにわ男子 \| Coconut \| – \| \| 24. Juli 2023 – 30. Juli 2023 1 Woche \| 1 \| MISAMO \| Masterpiece \| – \| \| 31. Juli 2023 – 6. August 2023 1 Woche (insgesamt 2) \| 2 \| Treasure \| Reboot \| – \| \| 7. August 2023 – 13. August 2023 1 Woche \| 1 \| News \| News Expo \| – \| \| 14. August 2023 – 20. August 2023 1 Woche \| 1 \| King & Prince \| Pīsu ピース \| – \| \| 21. August 2023 – 27. August 2023 1 Woche \| 1 \| Seventeen \| Always Yours (Japan Best Album) \| – \| \| 28. August 2023 – 3. September 2023 1 Woche \| 1 \| Watwing \| Where \| – \| \| 4. September 2023 – 17. September 2023 2 Wochen \| 2 \| Stray Kids feat. Lisa \| Social Path / Super Bowl (Japanese Ver.) \| – \| \| 18. September 2023 – 24. September 2023 1 Woche \| 1 \| JO1 \| Equinox \| – \| \| 25. September 2023 – 1. Oktober 2023 1 Woche \| 1 \| NCT \| Golden Age \| – \| \| 2. Oktober 2023 – 8. Oktober 2023 1 Woche \| 1 \| Mr. Children \| Miss You \| – \| \| 9. Oktober 2023 – 15. Oktober 2023 1 Woche \| 1 \| Tomorrow X Together \| The Name Chapter: Freefall \| – \| \| 16. Oktober 2023 – 22. Oktober 2023 1 Woche \| 1 \| ROF-MAO \| Overflow \| – \| \| 23. Oktober 2023 – 29. Oktober 2023 1 Woche \| 1 \| Seventeen \| Seventeenth Heaven \| – \| \| 30. Oktober 2023 – 5. November 2023 1 Woche \| 1 \| Jung Kook \| Golden \| – \| \| 6. November 2023 – 12. November 2023 1 Woche \| 1 \| Hinatazaka46 日向坂46 \| Myakuutsu kanjō 脈打つ感情 \| – \| \| 13. November 2023 – 19. November 2023 1 Woche \| 1 \| Stray Kids \| Rock-Star 樂-Star \| – \| \| 20. November 2023 – 26. November 2023 1 Woche \| 1 \| Enhypen \| Orange Blood \| – \| \| 27. November 2023 – 3. Dezember 2023 1 Woche \| 1 \| King Gnu \| The Greatest Unknown \| – \| \| 4. Dezember 2023 – 10. Dezember 2023 1 Woche \| 1 \| Hey! Say! Jump \| Pull Up! \| – \| \| 11. Dezember 2023 – 17. Dezember 2023 1 Woche \| 1 \| Kinki Kids \| P Album \| – \| \| 18. Dezember 2023 – 24. Dezember 2023 1 Woche \| 1 \| Travis Japan \| Road to A \| – \| \| 25. Dezember 2023 – 31. Dezember 2023 1 Woche \| 1 \| Jin Akanishi 赤西仁 \| Yellow Note \| – \| |                                     |                                     |                                               | |
| ← 2022 |                                     |                                     |                                               | → 2024 → |
| Zeitraum | Wo. ges.                            | Interpret                           | Titel                                         | Zusätzliche Informationen |
| (Zeitraum, Wochen auf Platz eins, Interpret, Titel, zusätzliche Informationen) |                                     |                                     |                                               | |
| 26. Dezember 2022 – 1. Januar 2023 1 Woche | 1                                   | Kessoku Band 結束バンド             | Kessoku Band 結束バンド                       | – |
| 2. Januar 2023 – 15. Januar 2023 2 Wochen | 2                                   | SixTones                            | Koe 声                                        | Das dritte Nummer-eins-Album im dritten Jahr für das Idol-Sextett. |
| 16. Januar 2023 – 22. Januar 2023 1 Woche | 1                                   | Back Number バックナンバー          | Humor ユーモア                                | Im Abstand von jeweils 4 Jahren gelingt dem Rocktrio das dritte Nummer-eins-Album. |
| 23. Januar 2023 – 29. Januar 2023 1 Woche | 1                                   | Tomorrow X Together                 | The Name Chapter: Temptation                  | Das Kurzalbum mit 5 Songs bringt der südkoreanischen Boygroup den 7. Charttopper, ebenso viele wie in ihrer Heimat. |
| 30. Januar 2023 – 5. Februar 2023 1 Woche | 1                                   | Dish                                | Triangle                                      | Alle 5 Vorgängeralben kamen in die Top 10, aber Triangle ist das erste Nummer-eins-Album der für ihre Tanzeinlagen bekannten Rockband.                                                                                           |
| 6. Februar 2023 – 12. Februar 2023 1 Woche | 1                                   | Octpath                             | Showcase                                      | Die achtköpfige Boygroup besteht aus unterlegenen Teilnehmern der 2. Staffel der TV-Show Produce 101 und lässt dem Nummer-1-Singledebüt It’s a Bop vom Februar 2022 ein Nummer-1-Album folgen.                                   |
| 13. Februar 2023 – 19. Februar 2023 1 Woche | 1                                   | KAT-TUN                             | Fantasia                                      | Die 13. Albumveröffentlichung bringt Johnny’s Erfolgstrio auch die 13. Topplatzierung. |
| 20. Februar 2023 – 26. Februar 2023 1 Woche | 1                                   | Stray Kids                          | The Sound                                     | – |
| 27. Februar 2023 – 5. März 2023 1 Woche | 1                                   | Johnny’s West ジャニーズWEST        | Power                                         | – |
| 6. März 2023 – 12. März 2023 1 Woche | 1                                   | NMB48                               | NMB13                                         | – |
| 13. März 2023 – 19. März 2023 1 Woche | 1                                   | News                                | Ongaku: 2nd Movement 音楽 -2nd Movement-      | – |
| 20. März 2023 – 26. März 2023 1 Woche | 1                                   | Jimin                               | Face                                          | – |
| 27. März 2023 – 2. April 2023 1 Woche | 1                                   | Aiko                                | Ima no Futari o Otagai ga Miteru 音楽         | – |
| 3. April 2023 – 9. April 2023 1 Woche | 1                                   | Hoshikawa Sara 星川サラ             | Kimi to no Shining Days きみとの Shining Days | – |
| 10. April 2023 – 16. April 2023 1 Woche | 1                                   | Unison Square Garden                | Ninth Peel                                    | Ziemlich genau 14 Jahre nach ihrem Albumdebüt schafft es die Pop-Rock-Band mit der neunten Veröffentlichung erstmals auf Platz 1. Zuvor hatten sie mit Alben schon drei 2. Plätze und drei weitere Top-5-Platzierungen erreicht. |
| 17. April 2023 – 23. April 2023 1 Woche | 1                                   | King & Prince                       | Mr. 5                                         | – |
| 24. April 2023 – 30. April 2023 1 Woche | 1                                   | Seventeen                           | FML (10th Mini-Album)                         | – |
| 1. Mai 2023 – 7. Mai 2023 1 Woche | 1                                   | Le Sserafim                         | Unforgiven                                    | – |
| 8. Mai 2023 – 14. Mai 2023 1 Woche | 1                                   | Gang Parade                         | Our Parade                                    | Mit der Zahl der Mitglieder wuchs auch der Erfolg der Girlgroup aus Tokyo und ihr fünftes Studioalbum bringt ihnen die erste Nummer-1-Platzierung.                                                                               |
| 15. Mai 2023 – 21. Mai 2023 1 Woche | 1                                   | Snow Man                            | I Do Me                                       | – |
| 22. Mai 2023 – 28. Mai 2023 1 Woche | 1                                   | Enhypen                             | Dark Blood                                    | – |
| 29. Mai 2023 – 4. Juni 2023 1 Woche | 1                                   | Ive                                 | Wave                                          | – |
| 5. Juni 2023 – 11. Juni 2023 1 Woche | 1                                   | Sexy Zone                           | Chapter II                                    | – |
| 12. Juni 2023 – 18. Juni 2023 1 Woche | 1                                   | &Team                               | First Howling: We                             | – |
| 19. Juni 2023 – 25. Juni 2023 1 Woche | 1                                   | Ateez                               | The World EP.2: Outlaw                        | – |
| 26. Juni 2023 – 2. Juli 2023 1 Woche | 1                                   | Bish ビッシュ                       | Bish the Best                                 | – |
| 3. Juli 2023 – 9. Juli 2023 1 Woche | 1                                   | Tomorrow X Together                 | Sweet                                         | – |
| 10. Juli 2023 – 16. Juli 2023 1 Woche | 1                                   | Naniwa Danshi なにわ男子            | Popmall                                       | – |
| 17. Juli 2023 – 23. Juli 2023 1 Woche | 1                                   | NiziU なにわ男子                    | Coconut                                       | – |
| 24. Juli 2023 – 30. Juli 2023 1 Woche | 1                                   | MISAMO                              | Masterpiece                                   | – |
| 31. Juli 2023 – 6. August 2023 1 Woche (insgesamt 2) | 2                                   | Treasure                            | Reboot                                        | – |
| 7. August 2023 – 13. August 2023 1 Woche | 1                                   | News                                | News Expo                                     | – |
| 14. August 2023 – 20. August 2023 1 Woche | 1                                   | King & Prince                       | Pīsu ピース                                   | – |
| 21. August 2023 – 27. August 2023 1 Woche | 1                                   | Seventeen                           | Always Yours (Japan Best Album)               | – |
| 28. August 2023 – 3. September 2023 1 Woche | 1                                   | Watwing                             | Where                                         | – |
| 4. September 2023 – 17. September 2023 2 Wochen | 2                                   | Stray Kids feat. Lisa               | Social Path / Super Bowl (Japanese Ver.)      | – |
| 18. September 2023 – 24. September 2023 1 Woche | 1                                   | JO1                                 | Equinox                                       | – |
| 25. September 2023 – 1. Oktober 2023 1 Woche | 1                                   | NCT                                 | Golden Age                                    | – |
| 2. Oktober 2023 – 8. Oktober 2023 1 Woche | 1                                   | Mr. Children                        | Miss You                                      | – |
| 9. Oktober 2023 – 15. Oktober 2023 1 Woche | 1                                   | Tomorrow X Together                 | The Name Chapter: Freefall                    | – |
| 16. Oktober 2023 – 22. Oktober 2023 1 Woche | 1                                   | ROF-MAO                             | Overflow                                      | – |
| 23. Oktober 2023 – 29. Oktober 2023 1 Woche | 1                                   | Seventeen                           | Seventeenth Heaven                            | – |
| 30. Oktober 2023 – 5. November 2023 1 Woche | 1                                   | Jung Kook                           | Golden                                        | – |
| 6. November 2023 – 12. November 2023 1 Woche | 1                                   | Hinatazaka46 日向坂46               | Myakuutsu kanjō 脈打つ感情                    | – |
| 13. November 2023 – 19. November 2023 1 Woche | 1                                   | Stray Kids                          | Rock-Star 樂-Star                             | – |
| 20. November 2023 – 26. November 2023 1 Woche | 1                                   | Enhypen                             | Orange Blood                                  | – |
| 27. November 2023 – 3. Dezember 2023 1 Woche | 1                                   | King Gnu                            | The Greatest Unknown                          | – |
| 4. Dezember 2023 – 10. Dezember 2023 1 Woche | 1                                   | Hey! Say! Jump                      | Pull Up!                                      | – |
| 11. Dezember 2023 – 17. Dezember 2023 1 Woche | 1                                   | Kinki Kids                          | P Album                                       | – |
| 18. Dezember 2023 – 24. Dezember 2023 1 Woche | 1                                   | Travis Japan                        | Road to A                                     | – |
| 25. Dezember 2023 – 31. Dezember 2023 1 Woche | 1                                   | Jin Akanishi 赤西仁                 | Yellow Note                                   | – |